# Gruffydd ap Llywelyn
Gruffydd ap Llywelyn (ca 1007 - 5 d'agost del 1063) va ser el Rei de tota Gal·les des de l'any 1055 fins al seu traspàs, un dels pocs governants gal·lesos a qui es pot atorgar aquest títol. Conegut com a rei dels britons, va ser un llunyà descendent de Hywel Dda i del rei Anarawd ap Rhodri de Gwynedd.

## Joventut
Gruffydd era el gran dels dos fills de Llywelyn ap Seisyll, que havia governat alhora el regne de Gwynedd i el de Powys. En morir Llywelyn el 1023, un membre de la dinastia Aberffraw, Iago ab Idwal ap Meurig, passà a regir Gwynedd.
D'acord amb la llegenda, Gruffydd era de jove un dropo. Una nit de Cap d'Any, la seva germana exasperada el va fer fora de casa; al carrer, mentre s'arrepenjava en la paret d'una altra casa, en Gruffydd va sentir remugar un cuiner que estava bullint trossos de bou en una olla, perquè un dels trossos pujava sempre a la superfície del líquid per més vegades que el cuiner l'enfonsés. El príncep prengué això com una premonició que es podia aplicar a ell mateix, i d'ací en començà l'ascens al poder.

## Rei de Gwynedd i Powys (1039-1055)
En l'any 1039, Iago ab Idwal fou occit pels seus propis homes i el seu fill, Cynan ap Iago, que potser tenia uns quatre anys, va ser enviat a Dublin a l'exili. Gruffydd, que ja havia usurpat el tron de Powys, es va fer amo també del de Gwynedd. Poc després d'accedir-hi va sorprendre un exèrcit mercià a Rhyd y Groes (a prop de Y Trallwng) i el va anihilar amb el seu general inclòs, Edwin, germà del comte de Mèrcia Leofric. Tot seguit atacà el principat veí, Deheubarth, que estava regit per Hywel ab Edwin, i a qui vencé en una batalla a Pencader el 1041 -a més d'emportar-se'n la dona-. Semblà que Gruffydd expulsà Hywel de Deheubarth pels voltants de 1043, perquè a l'any següent aquest es presentà a l'embocadura del riu Tywi amb una flota danesa per a recuperar el regne. En l'enfrontament, Gruffydd els vencé i matà Hywel en batalla.
Gruffydd ap Rhydderch de Gwent pogué treure Gruffydd ap Llywelyn de Deheubarth l'any 1047 i n'esdevingué el rei després que els nobles d'Ystrad Tywi ataquessin i matessin 140 homes de la guàrdia personal de Gruffydd. Posteriorment, resistí diversos atacs de Gruffydd ap Llywelyn al llarg dels anys següents. Gruffydd actuà també a la frontera gal·lesa en l'any 1052, quan atacà la regió d'Herefordshire i hi vencé un exèrcit combinat de normands i anglesos vora Leominster.

## Rei de Gal·les (1055-1063)
L'any 1055, Gruffydd ap Llywelyn vencé i matà el seu rival Gruffydd ap Rhydderch en batalla i reconquerí el Deheubarth. Gruffydd s'alià tot seguit amb Ælfgar, fill de Leofric de Mèrcia, que havia estat privat del seu comtat a l'East Anglia per Harold Godwinson i els seus germans. Ambdós uniren forces i feren cap a Hereford, on van ser aturats pel comte de Hereford, Ralph el Tímid. Les forces d'aquest estaven muntades a cavall i armades en la forma normanda, però el 24 d'octubre del 1055 foren vençudes per Gruffydd, que saquejà la ciutat i en destruí el castell. El comte Harold rebé l'encàrrec de contratacar, i sembla que construí una fortificació a Longtown, abans de refortificar Hereford. Poc després, Ælfgar va ser restablert en el comtat i s'hi signà un tractat de pau.
Per la mateixa època, Gruffydd pogué fer-se també amb Morgannwg i Gwent, a més d'extensos territoris en la frontera amb Anglaterra. L'any 1056 vencé un altre exèrcit anglès en la rodalia de Glasbury. Reclamà sobirania sobre tot el territori gal·lès, i els anglesos li reconegueren.

## Mort i període immediat posterior
Gruffydd signà un pacte amb Eduard el Confessor, però la mort del seu aliat Ælfgar el 1062 el posà en situació vulnerable. A la fi del mateix any, l'aleshores comte Harold Godwinson obtingué l'aquiescència del rei per a fer un atac sorpresa a la cort de Gruffydd a Rhuddlan. Gruffydd escapà ben just a la captura en un dels seus vaixells, però la resta de la flota fou destruïda. A la primavera del 1063, Tostig, germà d'en Harold, menà un exèrcit cap al nord de Gal·les, mentre en Harold portava la flota al sud de Gal·les, primer, per anar a trobar el seu germà, després. Gruffydd hagué de refugiar-se a la regió de Snowdonia, però els seus propis homes el trairen i el mataren, el 5 d'agost segons Brut y Tywysogion. Les cròniques de l'Ulster indiquen que fou mort el 1064 per Cynan ap Iago, el pare del qual (Iago ab Idwal) havia estat occit pel mateix Gruffydd en l'any 1039. Gruffydd havia fet probablement molts enemics mentre unia Gal·les sota el seu poder, i això explicaria la seva mort, en una forma o altra. Walter Map ha preservat un comentari del mateix Gruffydd sobre això: 
| « | Speak not of killing; I but blunt the horns of the offspring of Wales lest they should injure their dam. | » |

El cap de Gruffydd i el mascaró de proa del seu vaixell foren enviats a Harold.
Rere la mort de Gruffydd, el rei Harold II es casà amb la seva vídua Ealdgyth. El reialme de Gal·les fou partit novament en els regnes tradicionals. Bleddyn ap Cynfyn i el seu germà Rhiwallon assoliren un tracte amb en Harold i reberen els governs de Gwynedd i Powys. D'aquesta forma, quan els normands venceren i occiren Harold a la batalla de Hastings el 1066, en els límits de Gal·les hi trobaren els regnes tradicionals en comptes d'un regne unificat. Gruffydd deixà dos fills (Maredudd i Idwal) que, el 1069 reptaren els germans Bleddyn i Rhiwallon en la batalla de Mechain (en l'actual comtat de Powys), en un intent de recuperar part del regne del seu pare. Ambdós germans foren vençuts; un morí en l'enfrontament i l'altre d'hipotèrmia després d'acabada la batalla.

## Descendència de Gruffydd ap Llywelyn
Gruffydd es casà amb Ealdgy-ð, filla d'Ælfgar, amb qui tingué els següents:
- Maredudd ap Gruffydd (mort el 1069)
- Idwal ap Gruffydd (mort el 1069)

La seva filla Nest verch Gruffydd, germana o germanastra dels anteriors, es casà amb Osbern Fitz Richard de Richard's Castle.